# リノレイン
リノレイン(Linolein)は、リノール酸とグリセリンのエステルであるトリグリセリドである。バイオディーゼルの製造に用いられる。また、化粧品の原料にもなる。